# Arco Kolob

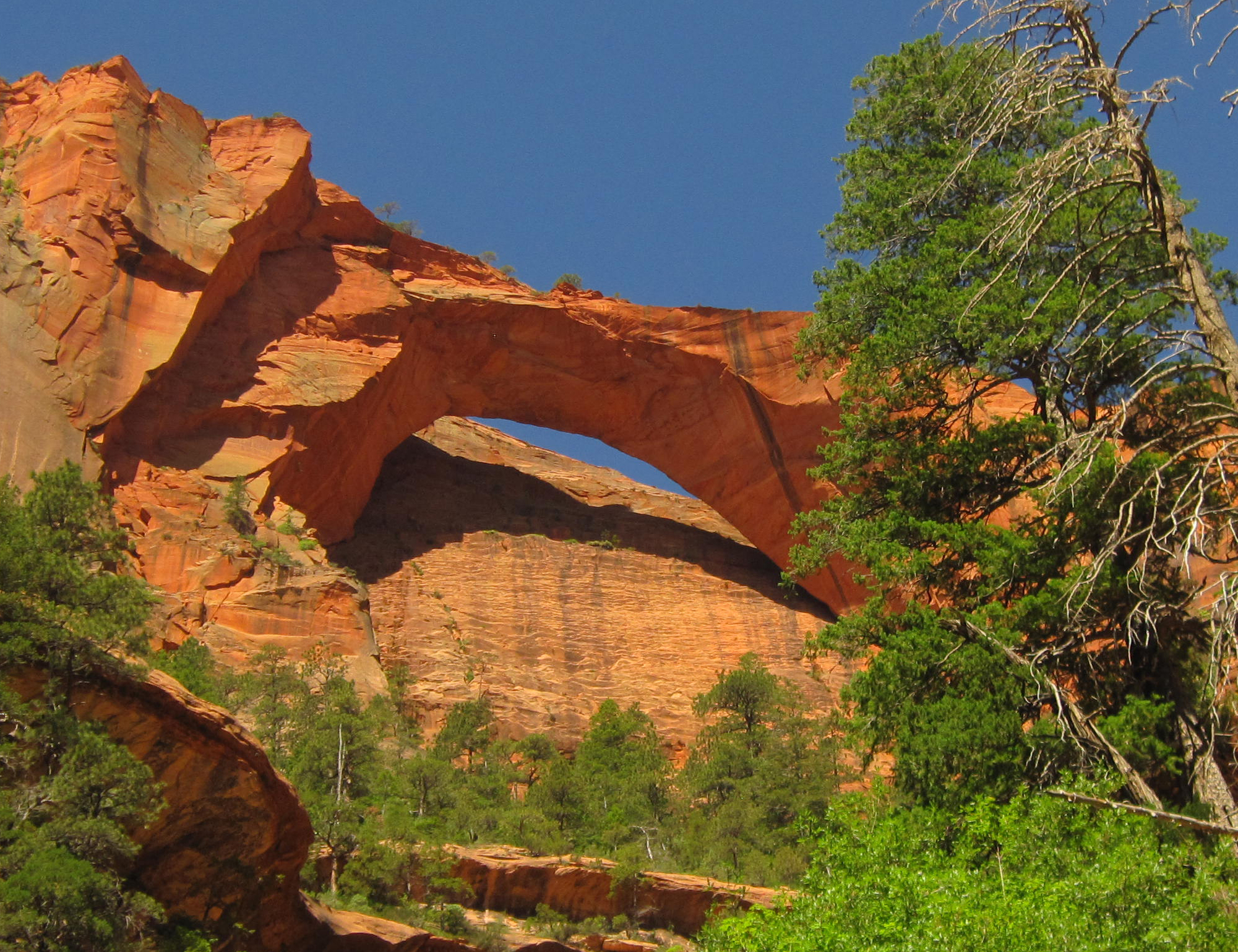
Arco Kolob.

O arco Kolob (em inglês:  Kolob Arch) é um arco natural localizado no Parque Nacional Zion, no estado de Utah, Estados Unidos.
Segundo algumas fontes, é o maior arco natural do mundo. Não obstante, os métodos de medição não são de todo fiáveis pois não há uma regra que estabeleça como se deve medir. Três medições distintas deram resultados díspares, e a média dos resultados é um comprimento de 89,6 metros.
Só se pode aceder ao arco através de dois caminhos de 11 km, o que faz com que a viagem de ida e volta se alargue por 22 km e sejam precisas 9 horas para a fazer. O arco está perto de falésias e devido a isso não se pode ver o céu através dele.